# بررسی خودکار همه آسمان برای ابرنواخترها
بررسی خودکار همه آسمان برای ابرنواخترها (انگلیسی: All Sky Automated Survey for SuperNovae) یک برنامهٔ خودکار برای جستجوی ابرنواخترهای جدید و سایر رویدادهای گذرا در اخترشناسی است که توسط اخترشناسان دانشگاه ایالتی اوهایو، از جمله کریستوفر کوچانک و کریستوف استانک، هدایت می‌شود. این تلسکوپ دارای ۲۰ تلسکوپ رباتیک در هر دو نیمکره شمالی و جنوبی است. تقریباً هر روز یک بار می‌تواند کل آسمان را بررسی کند.
در ابتدا، چهار تلسکوپ ASAS-SN [توضیحات لازم] در هالیکالا و چهار تلسکوپ دیگر در Cerro Tololo، یک سایت رصدخانه لاس کامبرس وجود داشت. ۱۲ تلسکوپ دیگر در سال ۲۰۱۷ در شیلی، آفریقای جنوبی و تگزاس با بودجه بنیاد گوردون و بتی مور، دانشگاه ایالتی اوهایو، بنیاد نجوم کوه کوبا، چین، شیلی، دانمارک و آلمان مستقر شدند.